# Birni plod
Birni plod (lat. fructus agregati) je plod, ki se razvije iz več pestičev enega cveta. Ti dozorijo v samostojne plodiče. Plodiči so lahko:
- oreški
- koščičasti plodovi
- mešički

Plodiči so med seboj zrasli ali pa so v birni plod združeni z omesenelim cvetiščem.

## Birni koščičasti plod
Pri malinjaku in robidi posamezni pestiči omesenijo in se razvijejo v koščičaste plodiče. Ti se povežejo v birni plod. 
- plodovi malinjaka (Rubus idaeus)
- plodovi rdečeščetinave robide (Rubus phoenicolasius)
- plodovi grmičaste robide (Rubus fruticosus)

## Birni orešek
Pri jagodnjaku pa se posamezni pestiči razvijejo v monokarpne (iz enega samega plodnega lista) oreške, ki jih povezuje omesenelo cvetišče. Pri šipku monokarpne oreške obdaja ugreznjeno omesenelo cvetišče.
- plodovi jagodnjaka (Fragaria) – birni oreški
- plodovi šipka (Rosa) – birni oreški

## Birni mešiček
Plod je sestavljen iz več plodičev mešičkov.
- plodovi pogačice (Trollius)
- plodovi potonike (Paeonia)
- plodovi medvejke (Spiraea)